# آيت با حمان (تاركة نتوشكة)
آيت با حمان هي إحدى مشيخات المملكة المغربية، تتبع جغرافيا لإقليم شتوكة آيت باها وإداريًا لتاركة نتوشكة. يقدر عدد سكانها بـ 650 نسمة حسب الإحصاء الرسمي للسكان والسكنى لسنة 2004.